# Новотны, Вальтер

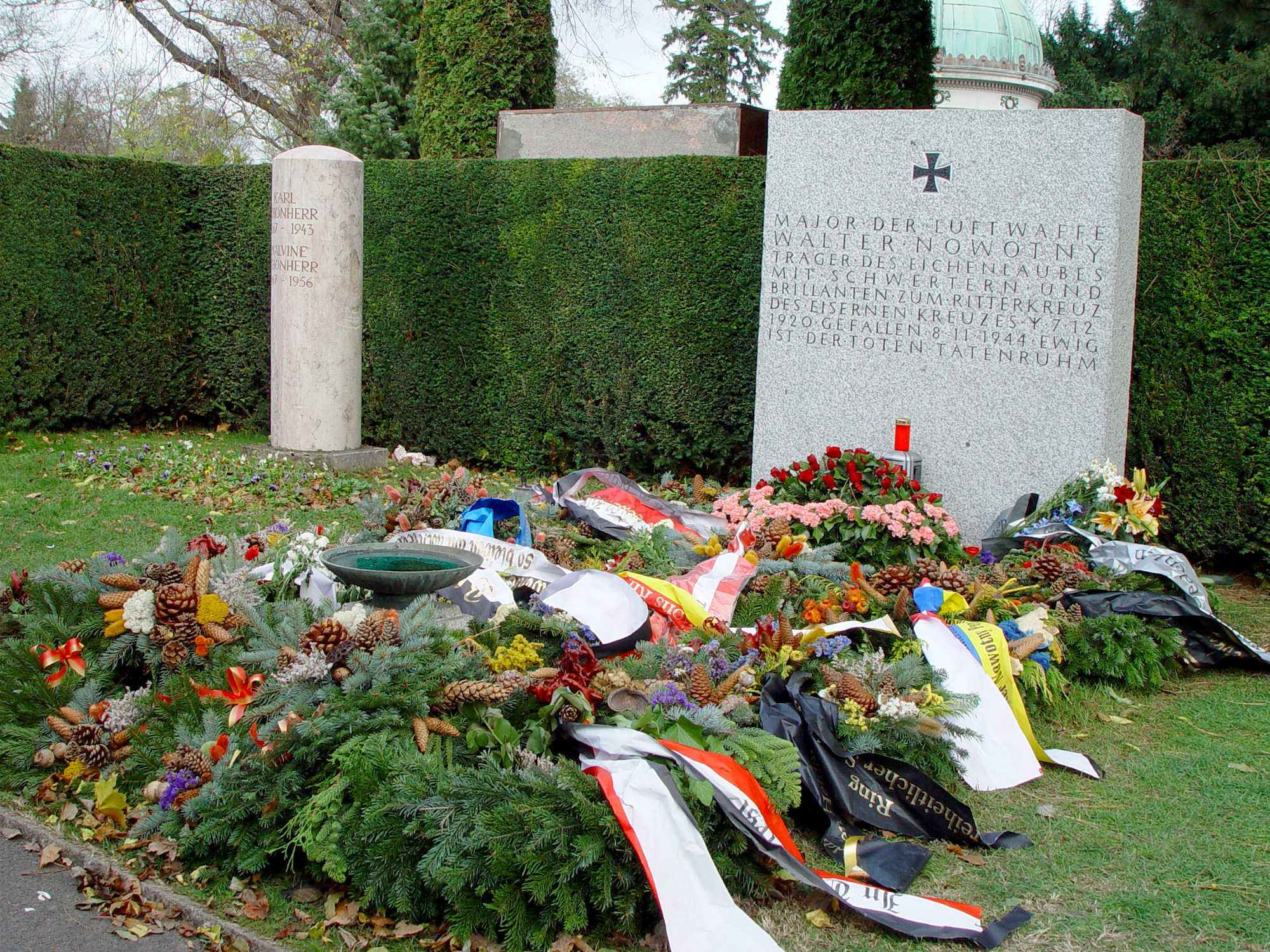
Могила Вальтера Новотны

Вальтер «Нови» Новотны (нем. Walter «Nowi» Nowotny; 7 декабря 1920 — 8 ноября 1944) — немецкий лётчик-ас Люфтваффе Второй мировой войны, в течение которой он совершил 442 боевых вылета, одержав 258 побед в воздухе, из них 255 на Восточном фронте и 2 над 4-моторными бомбардировщиками. Последние 3 победы одержал, летая на реактивном истребителе Me.262. Большинство своих побед одержал, летая на FW 190, и примерно 50 побед на «Мессершмитте» Bf 109. Был первым пилотом в мире, одержавшим 250 побед. Награждён Рыцарским крестом с дубовыми листьями, мечами и бриллиантами.

## Биография
Младший в семье Новотны - Вальтер родился городе Гмюнд (Gmünd) в Австрии, в семье железнодорожного служащего. В подростковом возрасте начал увлекаться всеми видами спорта, особенно преуспел в легкой атлетике и метании копья. В 1938 году окончил гимназию. После аннексии Австрии вступил в нацистскую партию. С октября 1939 года Новотны вступил добровольцем в люфтваффе, где хотел быть пилотом Ju-87, однако его инструктор, Юлиуш Ариги, распознал в нём летчика-истребителя. После обучения был переведён в JG-54, находящейся под командованием опытного летчика Ханнеса Траутлофта, участвовавшего в Гражданской войне в Испании. Первую победу совершил недалеко от берегов Эстонии, сбив три «Чайки» И-153, однако сам также был сбит и был вынужден сесть на воду. Провел в воде трое суток после чего его прибило к эстонскому берегу. Вальтер Новотны из последних сил прополз небольшой участок суши и упал без сознания. За годы Второй мировой войны Вальтер Новотны дослужился до звания майора, и был назначен командиром новой части истребительной авиации Kommando Nowotny (Команда Новотны), оснащенной реактивными истребителями Me.262, на котором Вальтер совершил свой последний вылет 8 ноября 1944 года.
Всего Вальтер Новотны совершил 442 боевых вылета, имеет 258 официально засчитанных побед, 255 из которых он одержал на Восточном фронте.

## Последний полет
В 12:45 8 ноября 1944 с аэродрома Ахмер Новотны на Me-262 A-1 вылетел на перехват американских бомбардировщиков в условиях низкой облачности. Обстоятельства боя до конца не прояснены, на земле лишь слышали доносившуюся из-за облаков стрельбу. По его радиодокладам, он сбил бомбардировщик B-24 и истребитель P-51, затем он сообщил о том, что двигатель неисправен. Что произошло далее, так и осталось неизвестным. По некоторым данным Новотны попытался выпрыгнуть из горящей машины с парашютом, но зацепился за хвостовую часть.  Очевидцы говорили об оставшейся обугленной левой руке и «Железном кресте» . Его самолёт упал в 5 км северо-восточнее Ахмера неподалёку от г. Брамше.

## Награды
- Орден Креста Свободы
- Почетный летчик Финляндии
- Знак пилота
- Наградной Sauer 38H
- Медаль «За зимнюю кампанию на Востоке 1941/42»
- Авиационная планка в золоте с вымпелом «400» (17 мая 1942)
- Почётный Кубок Люфтваффе (14 июля 1942)
- Нагрудный знак «За ранение» III степени (1939)
- Почетный житель Вены (11 января 1944) лишён
- Железный крест (1939)
  - 2-й класс
  - 1-й класс
- Немецкий крест в золоте (21 августа 1942)
- Рыцарский крест Железного креста
  - Рыцарский крест (4 сентября 1942)
  - 293й, Дубовые листья (5 сентября 1943)
  - 37й, Мечи (22 сентября 1943)
  - 8й, Бриллианты (19 октября 1943)
- Упоминался в «Вермахтберихт» шесть раз

### Упоминание в «Wehrmachtbericht»
| Дата             | Оригинальная немецкая запись «Wehrmachtbericht» | Дословный перевод на русский |
| ---------------- | --- | --- |
| 2 сентября 1943  | Oberleutnant Nowotny, Führer einer Jagdfliegergruppe, erzielte gestern zehn Luftsiege. | Оберлейтенант Новотны — командир истребительной группы — одержал вчера 10 побед в воздухе. |
| 9 сентября 1943  | Deutsche und rumänische Fliegerverbände unterstützten auch gestern in zahlreichen Einsätzen die Truppen des Heeres. Dabei erzielte Oberleutnant Nowotny, Führer einer Jagdfliegergruppe, seinen 196. bis 200. Luftsieg.                                                                 | Немецкие и Румынские ВВС снова поддерживают наземные войска многочисленными вылетами. Оберлейтенант Новотны — командир истребительной группы — во время этих вылетов увеличил свой личный счет со 196 до 200 побед.                                                                         |
| 16 сентября 1943 | Oberleutnant Nowotny, Führer einer Jagdfliegergruppe, schoß in den beiden letzten Tagen an der Ostfront 12 feindliche Flugzeuge ab und errand damit seinen 215. Luftsieg. | Оберлейтенант Новотны — командир истребительной группы — на Восточном фронте за последние два дня сбил 12 вражеских самолётов и довел число своих побед до 215. |
| 10 октября 1943  | Hauptmann Nowotny erhöhte durch acht Abschüsse die Zahl seiner Luftsiege auf 231. | Гауптман Новотны, сбив восемь самолётов, достиг 231 воздушной победы. |
| 15 октября 1943  | Hauptmann Nowotny, Gruppenkommandeur in einem Jagdgeschwader, erzielte gestern an der Ostfront den 250. Luftsieg. | Гауптман Новотны — командир истребительного звена — вчера записал на свой счет 250ую воздушную победу на Восточном фронте. |
| 9 ноября 1944    | Gruppenkommandeur Major Walter Nowotny, Inhaber der höchsten deutschen Tapferkeitsauszeichnung, fand im Luftkampf nach Abschuß seines Gegners den Heldentod. Mit ihm verliert die deutsche Luftwaffe einen ihrer erfolgreichsten Jagdflieger, der insgesamt 258 Luftsiege errungen hat. | Командир истребительной группы майор Вальтер Новотны, обладатель высшей германской награды за храбрость, встретил геройскую смерть в бою, сбив своего противника. Вместе с ним Люфтваффе потеряло одного из своих самых успешных летчиков-истребителей, который достиг 258 воздушных побед. |